# Nederlands
Het Nederlands is een West-Germaanse taal, de meest gebruikte taal in Nederland en België, de officiële taal van Suriname en een van de drie officiële talen van België. Binnen het Koninkrijk der Nederlanden is het Nederlands ook een officiële taal van Aruba, Curaçao en Sint-Maarten. Het Nederlands is na Engels en Duits de meest gesproken Germaanse taal.
In de Europese Unie spraken in 2019 ongeveer 24 miljoen mensen Nederlands als eerste taal, en een bijkomende acht miljoen als tweede taal. Het Nederlands is daarmee kwantitatief de achtste taal binnen de EU. In het Caribische deel van het Nederlandse koninkrijk wordt Nederlands als een 2de of 3de taal gesproken. De Franse Westhoek en de regio rondom de Duitse stad Kleef zijn van oudsher Nederlandstalige gebieden, waar Nederlandse dialecten mogelijk nog gesproken worden door de oudste generaties. Ook in de voormalige kolonie Indonesië kunnen in sommige gebieden de oudste generaties nog Nederlands spreken. Het aantal sprekers van het Nederlands in de Verenigde Staten, Canada en Australië wordt geschat op ruim een half miljoen.
Het Afrikaans, een van de officiële talen van Zuid-Afrika, is een dochtertaal van het Nederlands en beide talen zijn onderling verstaanbaar.

## Geschiedenis

### Oorsprong
Wanneer precies het Nederlands is ontstaan als op zichzelf staande taal is onbekend. Het Nederlands in zijn vroegste bekende vorm is het weinig gedocumenteerde Oudnederlands (voor 1170), dat eerst overloopt in het Middelnederlands, ook wel Diets genoemd (1170-1500), en daarna in het Nieuwnederlands.
De Franken hebben als belangrijkste Germaanse stam na de Romeinse tijd in Nederland in de delta van Rijn, Maas en Schelde, veel sterker hun stempel gezet op de vorming van wat later de Nederlandse standaardtaal is geworden dan verwante West-Germaanse stammen als de Friezen en de Saksen, die respectievelijk in de kuststreken en oostelijk van de IJssel woonden. De grote verwantschap van het Nederlands en het Duits is voor een belangrijk deel op het Frankisch terug te voeren, met name wat betreft de woordvolgorde.
De scheiding tussen de continentale varianten en de kustvarianten van het West-Germaans liep vóór de 5e eeuw dwars door wat nu Nederland en Noordwest-Duitsland heet. De kusttaal (in de wetenschappelijke literatuur vanouds Ingveoons genoemd) verspreidde zich aan de hand van Ingveoonse klankverschuivingen in afnemende mate in zuidoostelijke richting. De Friese en Saksische dialecten hebben op het vasteland het meest onder invloed ervan gestaan. In mindere mate hebben ook het West-Vlaams en het Hollands, dialecten die aan de basis hebben gestaan van het huidige Standaardnederlands, Noordzeegermaanse kenmerken.

### Oudnederlands

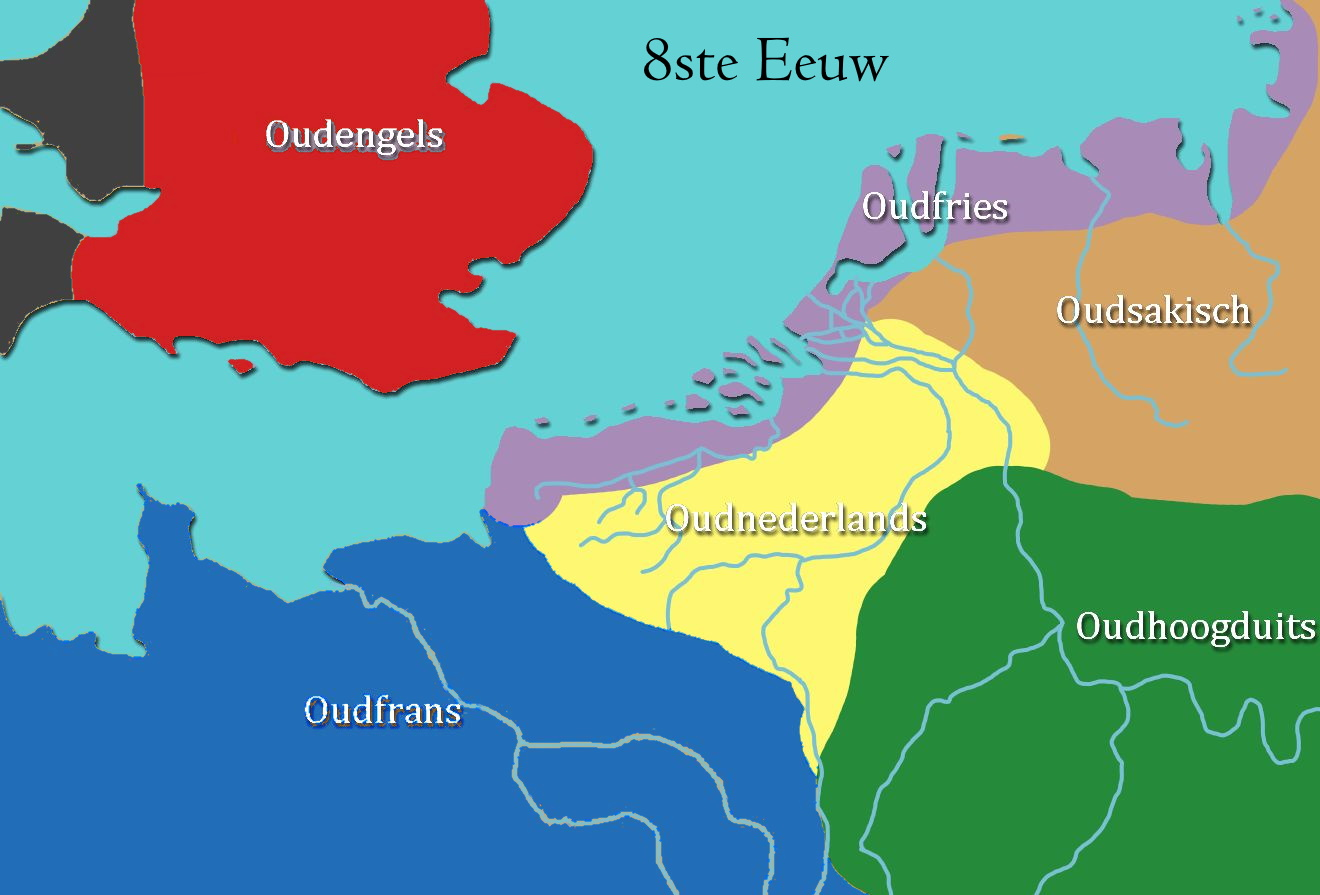
Talenkaart 8e eeuw

In Engeland werd het Angelsaksisch, ook een van de Ingveoonse talen, na de Normandische verovering van Engeland (1066) sterk geromaniseerd. Alleen in het Fries bleef de kusttaal op het continent bewaard. Door de opeenvolgende Hoogduitse klankverschuivingen ontwikkelde zich tussen de 4e en de 9e eeuw in het continentale West-Germaans een verwijdering tussen het zogenaamde Nederfrankisch en Nedersaksisch aan de ene zijde en het Middelduits en Opperduits aan de andere zijde. Het Nederfrankisch zou uiteindelijk de basis worden van wat nu Nederlands is, terwijl het huidige Duits zijn basis vooral in het Opperduits heeft. De taalscheiding verdiepte zich niet alleen, maar schoof ook geografisch naar het noorden op.

### Middelnederlands
Het Frankisch ontwikkelde zich vanaf de vroege middeleeuwen in het huidige Nederlandstalige gebied tot het Oudnederlands. Het Oudnederlands, dat wil zeggen het Nederlands zoals dat van de 6de tot het midden van de 12e eeuw werd gesproken, was de voorloper van het Middelnederlands. De spelling van het Middelnederlands volgde de spreektaal, die per streek sterk kon verschillen. Dit was aanvankelijk niet zo belangrijk toen er nog weinig in de volkstaal op schrift werd gesteld en de meeste mensen, buiten de hogere geestelijke stand, ook analfabeet waren en er dus niet veel gelezen werd. Gedurende de hele middeleeuwen werden alle belangrijke geschriften en officiële documenten in het Latijn geschreven wat de lingua franca van de Europese elite was. In de 16e eeuw, toen de geletterdheid onder de 'gewone' bevolking sterk steeg en daardoor ook het Nederlands steeds belangrijker werd als schrijftaal, werden verschillende pogingen ondernomen een eenduidige spelling te realiseren. Uiteindelijk gaf de Staten-Generaal opdracht om de Bijbel vanuit de grondtekst te vertalen. Dit resulteerde in 1637 in een vertaling die bekend werd als de Statenvertaling. Voor deze vertaling werd een gulden middenweg gezocht tussen alle bestaande streektalen van het Nederlandse taalgebied. Basis vormen de Frankische dialecten van de gewesten Holland en Brabant. Saksische elementen zijn vooral de werkwoordsvormen op -acht (bracht, gebracht; dacht, gedacht) en het wederkerend voornaamwoord zich. De derde grote taal/dialectgroep in de Lage Landen, het Fries, dat immers een eigen taal vormt, heeft bij de ontwikkeling van het Standaardnederlands vrijwel geen rol gespeeld. De vertalers hebben met de Statenbijbel vele woorden en uitdrukkingen (neologismen) geschapen die ook vandaag de dag nog worden gebruikt. Er zijn tot op heden enkele kerkgenootschappen die deze vertaling nog altijd in hun kerkdiensten gebruiken.

### Nieuwnederlands

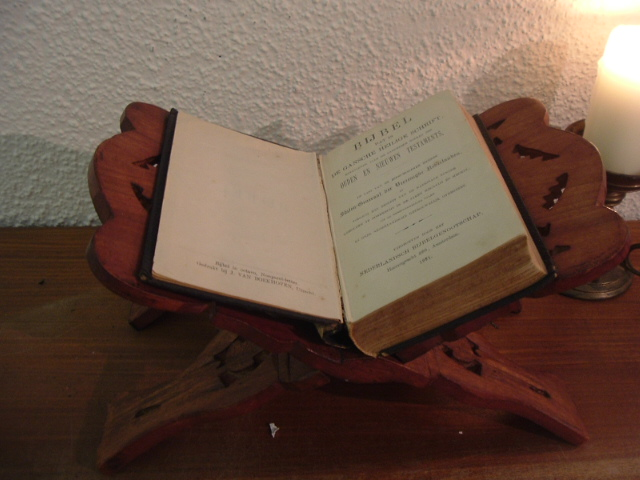
Heruitgave van de Statenvertaling uit 1921.

Pas in de 16e eeuw begonnen de vele regionale talen in de gebieden waar nu Nederlands wordt gesproken aan hun ontwikkeling tot één standaardtaal. Tot dan toe kende elke regio haar eigen geschreven vorm(en) en daarin weken die in het zuidoosten (Limburg) en noordoosten (van Groningen tot de Achterhoek) het meest af. Zij vertoonden invloeden van de talen van het Hanzegebied en Münsterland en zouden later nauwelijks deelnemen aan de vorming van een algemene Nederlandse standaardtaal. Het economisch en bestuurlijk zwaartepunt in Brabant, Vlaanderen en Holland, met rond de 85% van alle Nederlandstalige inwoners van de Nederlanden, weerspiegelde zich ook in de dominantie van de geschreven varianten uit die gewesten. Deze schrijftalen waren academisch omdat ze vooral op de kanselarijen van vorsten, kloosters en steden en nauwelijks door de ongeletterde bevolking werden gebruikt.
Rond 1500 kwam er een streven op gang om een algemene schrijftaal te ontwikkelen die in ruimere gebieden bruikbaar kon zijn door verschillende regionale elementen in zich te verenigen. Dat was ook een behoefte vanuit de centralisering van het bestuur onder het Bourgondische hertogschap dat zijn gezag vanuit Brussel over de gehele Nederlanden wilde uitbreiden, een streven waarin keizer Karel V ten slotte ook zou slagen. In de Reformatie waren het vooral de Bijbelvertalingen en religieuze traktaten waarmee een brede verspreiding werd beoogd, en die daarom doelbewust in een algemene schrijftaal werden gesteld. Voorlopig bleef het bij pogingen waarin elke auteur zijn eigen streektaal het meeste gewicht gaf.
Als benaming voor het Nederlands gelden gedurende Middeleeuwen vooral varianten van Diets/Duuts, het woord Nederlands wordt in 1482 voor het eerst aangetroffen. In de tweede helft van de 16e eeuw komt hier, als synoniem, het woord Nederduytsch bij. Het betreft hier een samenvoeging van Nederlands/Nederlanden en Diets/Duuts (nadat de uu-klank in het Nieuwnederlands naar een ui-klank omboog) en vindt haar oorsprong bij de Rederijkers. Na 1750 neemt het gebruik van Nederduytsch gestaag af, met een duidelijke versnelling na 1815. Met uitzondering van de periode tussen 1651-1700 is Nederlands vanaf 1550 de populairste benaming voor de Nederlandse taal.
De gesproken taal van de hogere standen ging zich pas langzamerhand naar deze nieuwe standaardtaal richten, althans in de noordelijke Nederlanden en het eerst in Holland. Hiermee vond de scheiding in ontwikkeling plaats tussen het Nederlands in Nederland waar men de standaardtaal ook ging spreken, en Vlaanderen waar de hogere standen op het Frans overgingen. De gesproken taal van de lagere standen bleef een gewestelijke of een stedelijke variant totdat de bevolking onder de leerplicht het Nederlands als schrijftaal werd geleerd en zij na enkele generaties die taal ook kon gaan spreken. Hoe langzaam dit proces moest verlopen mag blijken uit de analfabetencijfers, tevens indicaties voor schoolbezoek, die rond 1800 in de noordelijke Nederlanden nog een derde en in Vlaanderen twee derden van de volwassen bevolking omvatten.
Om de geschreven Nederlandse standaardtaal tot een dagelijkse omgangstaal te maken moest, met de school als basis, uitbreiding ontstaan van de taalgebruikfuncties. Een doorslaggevende rol speelden daarin de nationaal georganiseerde massamedia en de bovenregionale communicatie ten gevolge van een sterk toenemende bevolkingsmobiliteit.

## Classificatie en positie
Nederlands is een West-Germaanse taal en is daarmee nauw verwant aan onder meer het Engels en het Duits. Het deel van het West-Germaans op het Europese vasteland wordt ook wel Continentaal-West-Germaans genoemd, waaronder het (niet meer gestandaardiseerde) Nederduits/Nedersaksisch, Duits, Limburgs, Luxemburgs, Jiddisch en het Nederlands vallen. Op zijn beurt vormen de West-Germaanse talen samen met de Noord-Germaanse talen (en de uitgestorven Oost-Germaanse talen) de Germaanse talen, die een van de hoofdtakken zijn van de Indo-Europese talen.

### Schema
- Indo-Europees
  - Germaans
    - West-Germaans
      - Nederfrankisch
        - Nederlands
          - (Afrikaans, Nederlands-gebaseerde creoolse talen)

## Algemene kenmerken

### Fonetiek/fonologie
Het Standaardnederlands kent ongeveer veertig fonemen.
In fonologisch opzicht wordt het specifieke karakter van het Nederlands bepaald door een Nederfrankische grondslag (de begrippen Oudnederlands en Oudnederfrankisch worden vaak door elkaar heen gebruikt). In de Nederfrankische talen hebben een aantal klankverschuivingen die het Hoogduits (Middelfrankisch) wel heeft gekend niet plaatsgevonden, met name de tweede Germaanse klankverschuiving.
Zowel het Nederlands, Nedersaksisch als het Nederduits hebben daarnaast invloeden van de Noordzeegermaanse (Ingveoonse) taalgroep ondergaan.

### Woordvolgorde
Nederlands is een SOV-taal met in de hoofdzin de V2-regel, waardoor de persoonsvorm in stellende hoofdzinnen altijd op de tweede positie staat (Hij heeft in de tuin een appel gegeten). In hoofdzinnen is dus de hoofdvolgorde (zonder inversie):

onderwerp - persoonsvorm - meewerkend voorwerp - bijwoordelijke bepaling van tijd en plaats - lijdend voorwerp - werkwoordelijke - niet-werkwoordelijke rest. 

In bijzinnen wordt de V2-regel niet gebruikt en treedt er (net als in het Duits) inversie op in bijzinnen; de volgorde wordt dan pure SOV (Ik zag dat hij de deur dichtdeed). De volgorde is dus: 

voegwoord - onderwerp - meewerkend voorwerp - bijwoordelijke bepaling van tijd en plaats - lijdend voorwerp - persoonsvorm en werkwoordelijke - niet-werkwoordelijke rest.

### Werkwoorden
Het Nederlandse werkwoord kent over het algemeen drie persoonsvormen in de tegenwoordige tijd en twee in de onvoltooid verleden tijd. Voltooide tijden worden gevormd met de hulpwerkwoorden hebben en zijn. De toekomende tijd wordt gevormd met het hulpwerkwoord zullen.

### Woordenschat
Het Nederlands kent een hoofdzakelijk Germaanse woordenschat. De totale woordenschat bestaat naar schatting uit meer dan één miljoen woorden (exclusief de miljoenen in onbruik geraakte woorden). In het Nederlands bestaan net als in het Engels vaak twee woorden met dezelfde betekenis (synoniemen) waarvan het ene een Germaans erfwoord en het andere een Romaans leenwoord is, bijvoorbeeld uitnodiging en invitatie. De keuze voor een van beide wordt meestal bepaald door het register; zo worden de Germaanse woorden meer gebruikt in het dagelijks leven, en is het gebruik van hun Romaanse synoniemen beperkt tot de formele schrijftaal.

### Zelfstandige naamwoorden
Het Nederlands kent van oudsher drie grammaticale geslachten, waarvan er twee in de praktijk grotendeels zijn samengevallen (de de-woorden). Bijgevolg speelt het grammaticale geslacht in het Nederlands een kleinere grammaticale rol dan bijvoorbeeld in het Duits.

### Grammatica en morfologie
Het Nederlands wordt over het algemeen als een analytische taal gezien.

### Spelling
De in de Statenbijbel gebruikte spelling was een van de eerste pogingen tot standaardisering van de Nederlandse spelling, maar deze spelling heeft uiteindelijk weinig invloed gehad en wordt tegenwoordig als verouderd beschouwd.
De eerste officiële spelling van het Nieuwnederlands werd in 1804 opgesteld door Matthijs Siegenbeek. De spelling-Siegenbeek introduceerde onder andere de typische Nederlandse ij, die voorheen als y werd geschreven (blij/bly). Matthias de Vries en Lammert Allard te Winkel, de eerste redacteuren van het Woordenboek der Nederlandsche Taal, ontwierpen vervolgens in 1864 een nieuwe spelling. Deze werd in België ingevoerd als officiële spelling, terwijl Nederland pas volgde in 1883.
Het zou tot 1934 duren, voordat deze spelling vereenvoudigd werd voor het onderwijs. Deze nieuwe versie staat bekend als de spelling-Marchant, vernoemd naar de minister van Onderwijs die het invoerde. Niet zóó, maar zó heette de brochure die probeerde inzicht te geven in de wijzigingen van de dubbele klinkers naar enkele klinkers, veranderingen van sch naar een enkele s en het verdwijnen van de Nederlandse naamvallen (ik zie den man).
In bijna ongewijzigde vorm werd deze spelling in 1946 in België bij regeringsbesluit ingevoerd, Nederland voerde haar in 1947 in. De eerste druk van het Groene Boekje verscheen in 1954. Dit boekje bevatte een uitvoering van het Belgische Spellingbesluit van 1946 en de Nederlandse Spellingwet van 1947, waarbij een regeling werd voorgeschreven met betrekking tot het voornaamwoordelijk gebruik, het gebruik van genitiefvormen zoals der, dezer en zijner, de schrijfwijze van bastaardwoorden en de tussenklanken in samenstellingen. Tevens worden hierin voor de spelling van de spraakklanken, de verdeling van de woorden in lettergrepen, het gebruik van het koppelteken, het deelteken en het weglatingsteken en het gebruik van hoofdletters voorschriften en aanwijzingen gegeven.
Dit Groene Boekje bevatte in sommige gevallen een voorkeurspelling (met varianten van spellingswijzen) gegeven, die in de praktijk voor onduidelijkheid zorgde. Daardoor verdween deze voorkeurspelling in het Groene Boekje van 1995. Verder was een der grote veranderingen in 1995 de regels omtrent de tussenklank -e(n)- in samenstellingen.
Deze veranderingen leidden tot veel discussie, met als hoofdbezwaar dat er geen logica in de regels voor de tussen-n te ontdekken was. Daarnaast vonden critici veel fouten in het Groene Boekje, en publiceerden die onder meer in het blad Onze Taal. Het Groene Boekje wordt om de 10 jaar aangepast, zodat ook neologismen als webcam (1998), sms'en (1999) en googelen (2003) als nieuw lemma zijn opgenomen. De laatste spellingwijziging dateert van 2006 en betreft vooral het wegwerken van uitzonderingen of twijfelgevallen bij het toepassen van de spellingsregels.
De bezwaren tegen het Groene Boekje leidden tot de publicatie in augustus 2006 van een alternatieve spellingslijst, de zogenaamde 'witte spelling' in het Witte Boekje. Een aantal media kondigden aan deze spelling, gebaseerd op de spelling van vóór 1995, te zullen blijven gebruiken (dit waren de Volkskrant, Trouw, NRC Handelsblad, Elsevier, HP/De Tijd, De Groene Amsterdammer, Vrij Nederland, Planet Internet, Teletekst en de NOS). Intussen is de spelling van het Groene Boekje verplicht gesteld in overheidsdocumenten en in het (basis)onderwijs. Daarbuiten is ze niet verplicht.

### Standaardnederlands in vergelijking met andere Germaanse talen
In de volgende tabel zijn een aantal cognaten in negen Germaanse talen met elkaar vergeleken:
| Engels     | Fries   | Nedersaksisch (Sallands & Twents) | Afrikaans    | Nederlands        | Limburgs*   | Duits         | Zweeds                | Deens                 | Noors                 |
| ---------- | ------- | --------------------------------- | ------------ | ----------------- | ----------- | ------------- | --------------------- | --------------------- | --------------------- |
| apple      | apel    | appel                             | appel        | appel             | appel       | Apfel         | äpple                 | æble                  | eple                  |
| board      | board   | bord, bö(r)d                      | bord         | bord, boord       | telder      | Brett, Teller | bräde                 | bræt                  | brett                 |
| beech      | boek    | beuk, bök                         | beuk         | beuk              | beuk        | Buche         | bok                   | bøg                   | bøk                   |
| book       | boek    | book, boek                        | boek         | boek              | book        | Buch          | bok                   | bog                   | bok                   |
| breast     | boarst  | börst, borst                      | bors         | borst             | bors(t)     | Brust         | bröst                 | bryst                 | bryst                 |
| brown      | brún    | broen, bruun                      | bruin        | bruin             | broen       | braun         | brun                  | brun                  | brun                  |
| day        | dei     | dag                               | dag          | dag               | daag        | Tag           | dag                   | dag                   | dag                   |
| dead       | dea     | dood                              | dood         | dood              | doe(ë)d     | tot           | död                   | død                   | død, daud             |
| enough     | genôch  | genog, genög                      | genoeg       | genoeg            | genog       | genug         | nog                   | nok                   | nok                   |
| finger     | finger  | vinger                            | vinger       | vinger            | vinger      | Finger        | finger                | finger                | finger                |
| give       | jaan    | geven, geaven                     | gee          | geven             | gaeve       | geben         | ge, giva              | give                  | gi, gje               |
| glass      | glês    | glas                              | glas         | glas              | glaas       | Glas          | glas                  | glas                  | glass, glas           |
| gold       | goud    | gold, goald                       | goud         | goud              | good, goud  | Gold          | guld                  | guld                  | gull                  |
| hand       | hân     | haand                             | hand         | hand              | handj, hank | Hand          | hand                  | hånd                  | hånd, hand            |
| head       | holle   | heuf, kop                         | hoof, kop    | hoofd, kop        | bölles, kop | Haupt, Kopf   | huvud                 | hoved                 | hode, hovud           |
| high       | heech   | hoge, heuge                       | hoog         | hoog              | hoe(ë)g     | hoch          | hög                   | høj                   | høy, høg              |
| home       | hiem    | thoes (oud: heem, heim), thuus    | heim, tuis   | thuis (oud: heem) | thoês,heem  | Heim          | hem                   | hjem                  | hjem, heim            |
| hook       | heak    | hoak(e)                           | haak         | haak              | haok        | Haken         | hake, krok            | hage, krog            | hake, krok            |
| house      | hûs     | hoes, huus                        | huis         | huis              | hoês        | Haus          | hus                   | hus                   | hus                   |
| many       | mennich | mennige                           | menige       | menige            | meinige     | manch         | många                 | mange                 | mange                 |
| moon       | moanne  | moane                             | maan         | maan              | maon        | Mond          | måne                  | måne                  | måne                  |
| night      | nacht   | nach(t)                           | nag          | nacht             | nach(t)     | Nacht         | natt                  | nat                   | natt                  |
| no, nay    | nee     | nee, neu                          | nee          | nee, neen         | nein        | Nein          | nej                   | nej                   | nei                   |
| old        | âld     | old, oald                         | oud          | oud               | aod         | alt           | gammal (äldre, äldst) | gammel (ældre, ældst) | gammel (eldre, eldst) |
| one        | ien     | iene, eene                        | een          | een               | ein         | eins          | en/ett                | en                    | en, ein               |
| ounce      | ûns     | oons, oans                        | ons          | ons               | óns         | Unze          | uns                   | unse                  | unse                  |
| snow       | snie    | sni'j, snee(j)                    | sneeu        | sneeuw            | snieë       | Schnee        | snö                   | sne                   | snø                   |
| stone      | stien   | stien, steen                      | steen        | steen             | stein       | Stein         | sten                  | sten                  | stein                 |
| that       | dat     | da(t), denne                      | dit, daardie | dat, die          | det, dae    | das           | det                   | det                   | det                   |
| two, twain | twa     | twee, tweëe, twie, twiëe          | twee         | twee              | twieë       | zwei, zwo     | två                   | to                    | to                    |
| who        | wa      | wie, wee                          | wie          | wie               | wae(m)      | wer           | vem                   | hvem                  | hvem                  |
| worm       | wjirm   | wörm, worm                        | wurm         | wurm, worm        | wurm        | Wurm          | orm                   | orm                   | orm                   |
| Engels     | Fries   | Nedersaksisch (Sallands & Twents) | Afrikaans    | Nederlands        | Limburgs    | Duits         | Zweeds                | Deens                 | Noors                 |

*:Weerts (Centraal-Limburgs) met de veldekespelling in het woordenboek 'Zoeë kalle vae'.

## Geografische spreiding

### Sprekers
Binnen de West-Germaanse tak behoort het Nederlands tot de grotere talen, hoewel het aantal sprekers in vergelijking met het Engels en Duits nog steeds klein is. Van alle talen wereldwijd komt het Nederlands qua aantal sprekers volgens schattingen op de 35e à 40e plaats.
In Europa zijn de drie grootste Germaanse talen het Duits (95 miljoen), Engels (70 miljoen) en Nederlands (24 miljoen). Het Nederlands alleen wordt door meer mensen gesproken dan de Noord-Germaanse (Scandinavische) talen bij elkaar: Zweeds (10 miljoen), Noors (5 miljoen), Deens (5 miljoen) en IJslands (0,3 miljoen). Verder zijn er nog het Afrikaans (7,1 miljoen) en de kleine West-Germaanse talen zoals het Fries (0,4 miljoen) en het Jiddisch (4 miljoen).
Het Nederlands wordt voornamelijk gesproken in Nederland, België (in de Vlaamse Gemeenschap) en Suriname. Ook op Aruba, Curaçao en Sint Maarten (onderdeel van het Koninkrijk der Nederlanden) en voorts in de Franse Westhoek (het uiterste noorden van Frankrijk, onderdeel van Frans-Vlaanderen) en in kleine delen van Duitsland (veelal aan de westgrens) spreekt en leert men Nederlands. In het geval van de drie in de eerste alinea genoemde landen spreekt de Nederlandse Taalunie (NTU) sinds 1980 ook wel van Noord-Nederlands, Belgisch-Nederlands en Surinaams-Nederlands. In Zuid-Afrika en Indonesië (ofwel het voormalige Nederlands-Indië) wordt het Nederlands nog veel als bronnentaal gebruikt. Oude documenten en wetteksten zijn vaak opgesteld in het Nederlands. In 2005 werd er buiten het Nederlandstalig grondgebied in veertig landen aan ruim 220 universiteiten door zo'n vijfhonderd docenten Nederlands gedoceerd aan ruim tienduizend studenten, Duitsland voorop met dertig vakgroepen, gevolgd door de Verenigde Staten van Amerika en Frankrijk met 20 universiteiten. 0,7% van de Nieuw-Zeelanders zegt dat hun thuistaal Nederlands is. Binnen de Europese Unie (EU) is het de zevende meest gesproken moedertaal, na het Duits, Frans, Italiaans, Pools, Spaans en Roemeens.

### Nederland inclusief de gemeenten Bonaire, Sint Eustatius en Saba
Het Limburgs en Nedersaksisch zijn in Nederland, naast het Nederlands, officieel erkende streektalen. De allochtone minderheidstalen zijn Turks (192.000 sprekers), Marokkaans-Arabisch (100.000), Papiaments (80.000), Indonesisch (45.000) en Sranan (7000). Dit blijkt uit een onderzoek uit 2005, uitgevoerd in opdracht van de Nederlandse Taalunie. Het Nederlands wordt (niet in alle gevallen correct) ook wel aangeduid als Vlaams (in België), Hollands (vooral in de Randstad) en Nederduits (door historisch taalkundigen).

### België
Het Nederlands is de moedertaal van ongeveer 6.600.000 Belgen; daarnaast zijn er ongeveer 4.700.000 Franstaligen en ook 77.000 mensen die het Duits als voertaal gebruiken. Niet alle Nederlandstaligen in België zijn Vlamingen. Het Nederlands is de officiële taal  in het Vlaamse én het Brusselse Gewest. Daarnaast zijn er ook in Wallonië inwoners met het Nederlands als moedertaal. In sommige gemeenten met een Nederlandstalige minderheid heeft ook het Nederlands een officiële status (onder meer Moeskroen en Edingen), in gemeenten in het Platdietse taalgebied (Welkenraedt, Baelen, Blieberg, ...) hebben zowel Nederlands- als Duitstaligen officieus faciliteiten. 
De staatshervorming van 1970 heeft voor een onderscheid gezorgd van vier taalgebieden, waar de drie officieel erkende talen worden gesproken van België, namelijk het Nederlandse taalgebied (overeenkomend met het Vlaamse Gewest), het Franse taalgebied (overeenkomend met het Waalse Gewest minus het Duitse taalgebied) en het Duitse taalgebied en het tweetalige gebied Brussel-Hoofdstad (overeenkomend met het Brussels Hoofdstedelijk Gewest). Deze indeling in taalgebieden werd opgenomen in art. 4 van de Belgische grondwet. Elke gemeente van het koninkrijk moet deel uitmaken van een van deze vier taalgebieden. Een wijziging kan enkel met een bijzondere wet (dit wil zeggen een wet met een bijzondere meerderheid) worden aangenomen. Sinds de laatste wijziging, op 8 november 1962, is de taalgrens ongewijzigd gebleven.
In het tweetalige gebied Brussel-Hoofdstad werd oorspronkelijk vooral Nederlands gesproken. Voor de verfransing van Brussel kunnen een aantal factoren een rol gespeeld hebben. Zo genoot het Frans lange tijd een hogere sociale status en was de bovenklasse die, tot de invoering van het algemeen enkelvoudig stemrecht voor mannen in 1919, de politieke touwtjes in handen had van huis uit Franstalig of volledig verfranst. Daarnaast was het Frans tot 1898 in België de enige officiële taal (La Belgique sera latine ou elle ne sera pas (Nederlands: België zal Latijns zijn of zij zal niet zijn), zei kardinaal Mercier destijds). Ook de vele immigranten, eerst uit Zuid-Europa en daarna uit Marokko en Turkije adopteerden het Frans als voertaal in hun contacten met overheid en derden, en deden het aantal Franssprekenden stijgen. Het precieze aantal Nederlandstaligen (als moedertaal) onder de Brusselse bevolking is niet bekend; schattingen hierover lopen uiteen naargelang de politieke strekking die de bron aanhangt.
In een aantal taalgrensgemeenten in het Franse taalgebied, de zogenaamde faciliteitengemeenten, is er een bijzonder taalregime voor Nederlandstaligen (waar in de praktijk weinig van gebruik wordt gemaakt), net zoals dat ook in het Nederlandse taalgebied geldt voor Franstaligen (wat daarentegen een hete politieke kwestie is, cf. de problematiek Brussel-Halle-Vilvoorde).
Leerlingen in Wallonië kunnen hun tweede taal vrij kiezen. In de Brusselse scholen is er geen vrije keuze en is de andere landstaal verplicht de tweede taal. Voor veel Franstaligen is het Nederlands dan ook de tweede taal, toch blijft het spreken van Nederlands voor veel Franstaligen zelfs na jaren onderwijs, nog steeds een heuse opgave. Volgens een recente studie (La dynamique des langues en Belgique) van de Université catholique de Louvain en de Université Libre de Bruxelles zou slechts 19% van de Walen het Nederlands machtig zijn (aan Vlaamse zijde zou 59% Frans kennen).

### Aruba, Curaçao en Sint Maarten
Net als Nederland maken Aruba, Curaçao en Sint Maarten deel uit van het Koninkrijk der Nederlanden. Het grote verschil met Nederland is dat het Nederlands wel de officiële taal en voertaal is, maar niet de dagelijkse omgangstaal. Op Curaçao met 130.000, Aruba met 100.000 wordt het Papiaments gebezigd. Op het eiland Sint Maarten is Engels de voertaal. Dit blijkt uit het onderzoek van de Taalunie. Het basisonderwijs wordt op sommige scholen in het Papiaments onderwezen, de middelbare school heeft het Nederlands als onderwijstaal.
Een veel door jongeren op Sint Maarten gebruikte 'taal' is het Denglish, ook wel Steenkolenengels genoemd. Dit is een mengvorm van het Nederlands en het Engels waar ook de naam uit voorkomt (Dutch en English).

### Suriname
Hoewel het Nederlands na de onafhankelijkheid in 1975 de officiële taal van Suriname is gebleven, worden er zo'n twintig talen gesproken. Het Nederlands is er de taal van bestuur, rechtspraak en onderwijs. Sinds 2005 is Suriname lid van de Nederlandse Taalunie. In het onderzoek dat de Taalunie bij die gelegenheid hield, gaf ruim zestig procent van de bevolking aan het Nederlands als moedertaal te hebben. Dit duidt op een groei ten opzichte van eerdere gegevens. Als contacttaal tussen de verschillende bevolkingsgroepen wordt ook het Sranantongo veel gebruikt. Deze taal wordt door vrijwel alle Surinamers beheerst, al is het de moedertaal van een beperkt deel van de bevolking. Verder hebben het Sarnami Hindoestani en het Surinaams Javaans enkele tienduizenden sprekers. Bijna alle Surinamers spreken minstens twee talen.

### Frankrijk

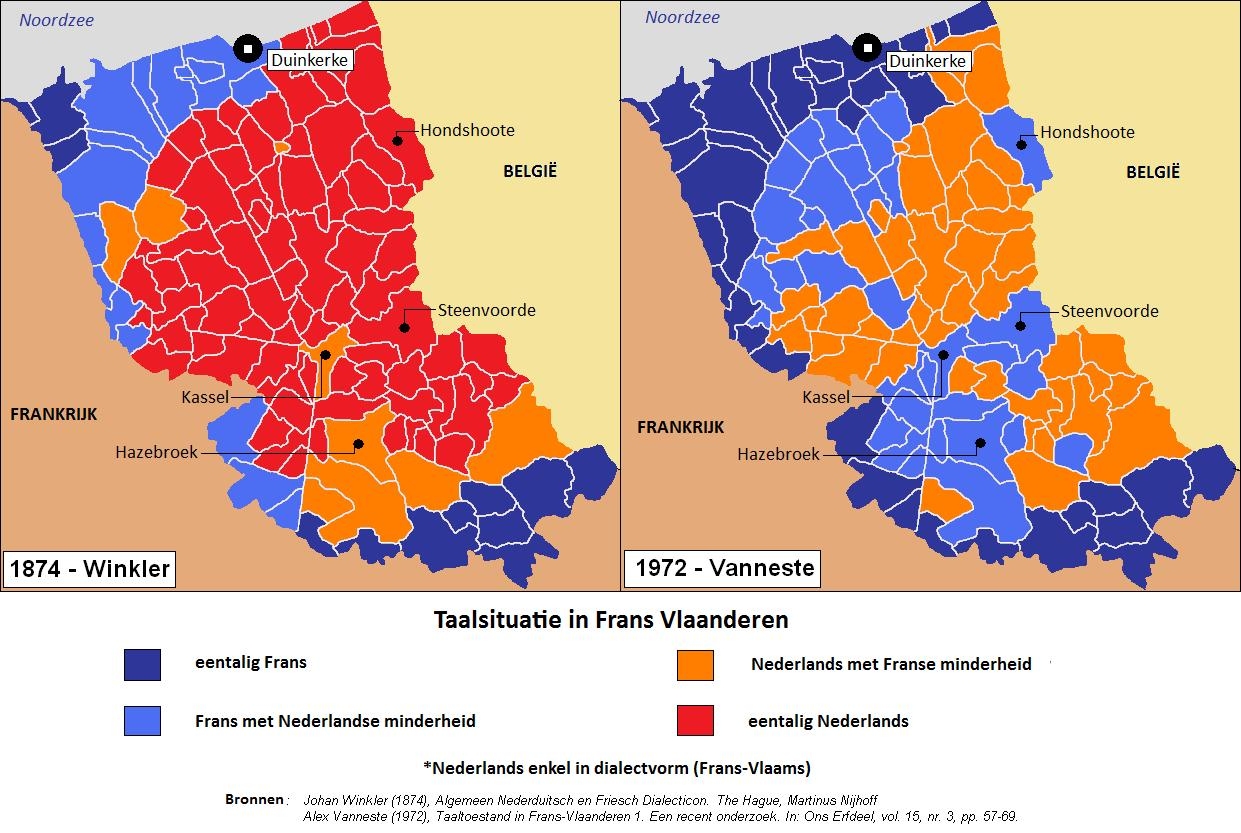
Taalverhoudingen in de Franse Westhoek in 1874 en 1972

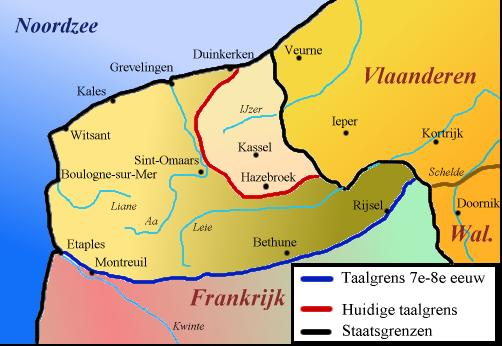
Verplaatsing van de taalgrens sinds de late middeleeuwen

Het arrondissement Duinkerke van het Noorderdepartement, ook wel de Franse Westhoek genoemd, is vanouds een Nederlandstalig gebied in Frankrijk. Er worden Vlaamse dialecten gesproken, die behoren tot de dialectgroep van het West-Vlaams. Het dialectgebruik is echter met name vanaf eind 19e eeuw zeer sterk teruggelopen. De belangrijkste reden hiervoor is, dat het Nederlands en het Vlaamse dialect niet erkend waren door de Franse staat als tot de Franse nationale tradities behorende regionale taal, zoals wel het geval is met het Bretons, Corsicaans, Provençaals en Baskisch. Samen met het Duits van Elzas-Lotharingen werd het gezien als een vreemd, 'traditionellement hostile' idioom, behorende bij een buitenlandse taal, en was het daarom ook na de oorlog nog steeds verboden in het ambtelijk verkeer en op school. Deze officiële afwijzing deed ouders besluiten hun taal steeds minder door te geven aan hun kinderen.
Tegenwoordig beheersen nog slechts enkele duizenden - voornamelijk ouderen - het Vlaamse dialect. Er zijn daarnaast dialectcursussen, waar zeker belangstelling voor bestaat bij degenen die hun voorouderlijke taal willen begrijpen. Maar deze cursussen concurreren dan weer met die in het Nederlands, die populair zijn bij degenen die om meer praktische redenen contacten willen leggen in Vlaanderen en Nederland. Na twee eeuwen verbod mag sinds enkele jaren wel weer 'Nederlands' onderwezen worden op de basisscholen, echter uitdrukkelijk niet als de Vlaamse streektaal van het gebied, maar als 'vreemde taal'. De bijgaande kaarten geven wat betreft de situatie in 1972 mogelijk een te rooskleurig beeld aangezien ze niet gebaseerd zijn op een representatieve enquête onder de bevolking, maar op de opgaven van enkele gezaghebbende personen per gemeente. Het kaartje "taalgrens door de eeuwen heen" geeft aan in welk gebied er mensen met Nederlands als moedertaal te vinden waren, niet hoe hoog hun aandeel op de totale bevolking was.
In de Franse Westhoek zijn de meeste plaatsnamen en familienamen herkenbaar Nederlands. Ook worden steeds meer straatnamen 'vervlaamst', dat wil zeggen dat de verfranste vorm of de vervanging door Franse equivalenten wordt teruggedraaid naar de oorspronkelijke versie. Frankrijk ondertekende echter niet het Europees Handvest voor regionale talen of talen van minderheden en zodoende moeten Nederlands en Vlaams nog steeds wachten op officiële erkenning en bescherming als regionale taal.
In 2004 werd de ANVT (Akademie voor Nuuze Vlaemsche Taele) opgericht. De ANVT is een bond van verenigingen van de Franse Westhoek en pleitte voor de officiële erkenning van de Frans-Vlaamse streektaal als regionale taal in Frankrijk. Sinds december 2021 is le flamand (het (West-)Vlaams) officieel erkend als streektaal door het Franse ministerie van Onderwijs.

### Duitsland
In Duitsland zijn er gebieden die historisch Nederlandstalig waren. Deze gebieden lagen vooral tegen de Nederlandse grens. Rondom Kleef wordt nog een goed als Nederlands (Kleverlands) herkenbaar Nederfrankisch dialect gesproken, het Duits-Nederlands. Een veel groter gebied aan de Nederrijn echter sluit aan bij de Zuid-Gelderse dialecten en het Limburgs. De overkoepelende term voor de taalvariëteiten in dit gebied is Maas-Rijnlands. In het Graafschap Lingen, Graafschap Bentheim en Oost-Friesland was het Nederlands een tijd lang de cultuurtaal tot de 19e eeuw.
Vandaag de dag wonen veel Nederlandstaligen net over de grens in Duitsland. Het Nederlands wordt op veel scholen in Nedersaksen en Noordrijn-Westfalen onderwezen.

### Indonesië
In de voormalig Nederlandse kolonie Nederlands-Indië wordt het Nederlands vooral nog gesproken door ouderen, die het koloniale bewind nog enige tijd hebben meegemaakt. Er was een grote haat jegens Nederland, maar er was respect voor de Nederlandse taal. Nog steeds zijn enkele gebruikte wetten van Indonesië in het Nederlands. En er zijn verschillende beroepen waar veel Nederlandse termen moeten worden aangeleerd. Het Nederlands wordt samen met het Engels als handelstaal gebruikt. Het Nederlands was tot 1949 de officiële taal van Indië en tot 1963 van Nederlands-Nieuw-Guinea.

### Canada
In Canada wonen zo'n 900.000 mensen van Nederlandse afkomst. Dit zijn bijna allemaal immigranten (en hun kinderen) die na de Tweede Wereldoorlog naar Canada zijn vertrokken. Het aantal inwoners van Canada dat het Nederlands als moedertaal spreekt daalt de laatste jaren sterk. In 2021 waren het er nog zo'n 83.000. Zo bestaan er in Canada ook veel Nederlands-Canadese clubs en Nederlandstalige radioprogramma's. Er is zelfs het Nederlandstalige Maandblad de Krant, die sinds 1969 bestaat en onlangs weer voor een tijd van de ondergang is gered door sponsors (waaronder ook de Vlaamse regering).

### Verenigde Staten

Nederlands verspreid over de Verenigde Staten. Ter indicatie: in het donkerst gekleurde gebied (Indiana) spreekt 0,13% van de bevolking Nederlands.

In de Verenigde Staten wonen zo'n vijf miljoen mensen van Nederlandse of Vlaamse afkomst. Deze zijn of afkomstig uit de vroegere Nederlandse kolonie Nieuw-Nederland of zijn (voormalige) immigranten die vooral rond 1850 en later na de Tweede Wereldoorlog naar de V.S. zijn getrokken. Er zijn dorpen waar nog redelijk Nederlands wordt gesproken. Het Nederlands is echter slechts een kleine immigrantentaal in de V.S. Er zijn enkele scholen waar Nederlands een keuzevak is en er bestaan Nederlandse clubs.

### Nieuw-Zeeland
Ook in Nieuw-Zeeland leven mensen van Nederlandse afkomst die na de Tweede Wereldoorlog naar het land zijn vertrokken. Na een onderzoek bleek dat 0,7% van de Nieuw-Zeelandse bevolking het Nederlands als moedertaal sprak. Dat is een aantal van ongeveer 29.000 mensen. Uit onderzoek (Crezee, 2008; 2012) is gebleken dat een groot deel van de Nederlandse migranten die tussen 1950 en 1965 naar Nieuw-Zeeland emigreerden, onder druk van de Engelstalige bevolking ook thuis op het Engels overstapten.

### Australië
Australië had ook te maken met grote Nederlandse immigratie. Vooral in de grote steden vormen Nederlanders een hechte groep en er verschijnt nog steeds een Nederlandse krant. Er leven echter ook veel Afrikaanssprekenden in Australië.

### Congo-Kinshasa
Congo-Kinshasa was van 1908 tot 1960 een kolonie van België. Officieel had Nederlands er een co-officieel statuut. Doch in de praktijk was het bestuur van de kolonie eentalig Frans. Toch was een belangrijk deel van de kolonisten Nederlandstalig.

## Variëteiten van het Nederlands

### Standaardnederlands
De officiële taal, zoals die wordt onderwezen op scholen en gebruikt wordt door de autoriteiten, wordt ook wel Standaardnederlands genoemd. De status hiervan als officiële taal is in 1995 officieel vastgelegd, door middel van een wijziging van de Algemene wet bestuursrecht. Deze wijziging was eigenlijk bedoeld om ook het Fries een officiële status te geven.

### Nederlandse dialecten
Zie bijgaande kaart voor de locatie van de over het algemeen als vormen van Nederlands beschouwde dialecten. Dit is een globale indeling, waarbij de meeste overgangsdialecten niet zijn opgenomen. Het is dus alleen bedoeld om een algemeen beeld te scheppen van de spreiding van de Nederlandse dialecten.
De grens tussen dialect en taal is voor het West-Germaanse taalgebied, dus ook voor Nederland en Vlaanderen, zeer problematisch. Voorzichtigheid is dus geboden bij het gebruik van dit kaartje, daar de meeste taalgrenzen die erop staan aangegeven vloeiend en vaag zijn en niet door alle taalkundigen worden onderschreven (in het bijzonder de grenzen van het Limburgs en het Nedersaksisch niet).

Nederlandse dialecten

Suriname

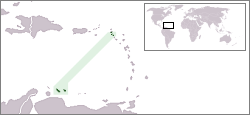
Curaçao, Sint Maarten en de BES-eilanden

A. Zuidwestelijke dialectgroep (Zeeuws/West-Vlaams)
1. West-Vlaams, inclusief Frans-Vlaams en Zeeuws-Vlaams
2. Zeeuws
B. Noordwestelijke dialectgroep (Hollands)
3. Zuid-Hollands
4. Westhoeks
5. Waterlands* en Volendams*
6. Zaans*
7. Kennemerlands
8. West-Fries*
9. Bildts, Midslands, Stadsfries en Amelands*
C. Noordoostelijke dialectgroep (Nedersaksisch)
10. Kollumerlands*
11. Gronings* en Noordenvelds
12. Stellingwerfs*
13. Midden-Drents
14. Zuid-Drents
15. Twents
16. Twents-Graafschaps
17. Gelders-Overijssels (Sallands, Achterhoeks en Urkers*)
18. Veluws
D. Noordelijk-centrale dialectgroep
19. Utrechts-Alblasserwaards
E. Zuidelijk-centrale dialectgroep
20. Zuid-Gelders
21. Noord-Brabants en Noord-Limburgs
22. Brabants
23. Oost-Vlaams
F. Zuidoostelijke dialectgroep
24. Limburgs, waarvan de positie ten opzichte van het Nederlands enigszins omstreden is; het wordt door de Nederlandse overheid als streektaal erkend, maar niet door de Belgische overheid. Er is bovendien onder de noemer Limburgs sprake van een grote variëteit aan dialecten, waarvan de westelijke meer aan het Brabants, de oostelijke aan het Rijnlands, en de Zuidelijke aan het Ripuarisch verwant zijn.
G. Suriname
25. Surinaams-Nederlands
H. Aruba, Curaçao, Sint Maarten, Bonaire, Sint Eustatius en Saba
26. Antilliaans-Nederlands
Overige
Provincie Flevoland. Hier heeft zich nog geen dialect gevormd. Algemeen worden hier Zuid-Hollandse varianten gesproken, namelijk ofwel het Standaardnederlands, ofwel het Amsterdams (in Lelystad en Almere). Zie verder Nederlands in de IJsselmeerpolders. In het noorden en dan met name in en rond Urk wordt er van oudsher al een dialect van het Nedersaksisch gesproken.
Noot
* De dialectgroepen aangeduid met een asterisk worden weliswaar onder het Hollands of Nedersaksisch gerekend, maar hebben vanouds een Fries substraat of Friese invloed. De Noord-Hollandse varianten zijn na de Tweede Wereldoorlog sterk naar het Standaardnederlands toegegroeid; soms spreekt men in die gebieden zelfs van twee naast elkaar bestaande dialecten: het traditionele (sterke, ook wel zware dialect genoemd) en het moderne (lichte) dialect. Het Stadsfries dat later ontstond, is Frieser van karakter gebleven en wordt vaak als aparte groep genomen. Soms worden de Noord-Hollandse varianten en het Stadsfries samengenomen.

#### Vergelijking dialecten met Standaardnederlands
Veel dialecten groeien als gevolg van nivellering en aanpassing aan de Nederlandse standaardtaal steeds meer naar elkaar en het Standaardnederlands, zoals dat in de media gebruikt wordt, toe, zowel in België als in Nederland. Ook doordat de dialecten zich vanouds in het traditionele ambacht en de landbouw profileerden, verliezen zij in de moderne tijd hun kenmerken in idioom en klank. De basis van het dialect was de lokale gemeenschap. Door de moderne mobiliteit zijn de deelnemers aan deze gemeenschap heterogener geworden en herkennen zij zich steeds minder in een 'eigen taal'. Dialecten ontwikkelen zich zodoende tot regiolecten op een bredere geografische basis. Van de als Nederlands beschouwde dialecten (dus met uitsluiting van het Fries en het Limburgs) staat het Gronings het verst af van de standaardtaal. Historisch behoort het Gronings tot de Nedersaksische dialectgroep in noordwestelijk Duitsland.

### Periferie van het Nederlands
Onder het verzamelbegrip "Periferie van het Nederlands" volgt hieronder een overzicht van taalvariëteiten of derivaten van het Nederlands die geografisch, sociolinguïstisch en/of typologisch op een grotere afstand van het 'stamgebied' en/of het Standaardnederlands staan dan andere, meer reguliere variëteiten van het Nederlands. Dit typologisch concept is oorspronkelijk gehanteerd voor het Nederlands, maar is ook toepasbaar op andere taalgebieden (zie ook Duits).
- Verspreiding van het Nederlands

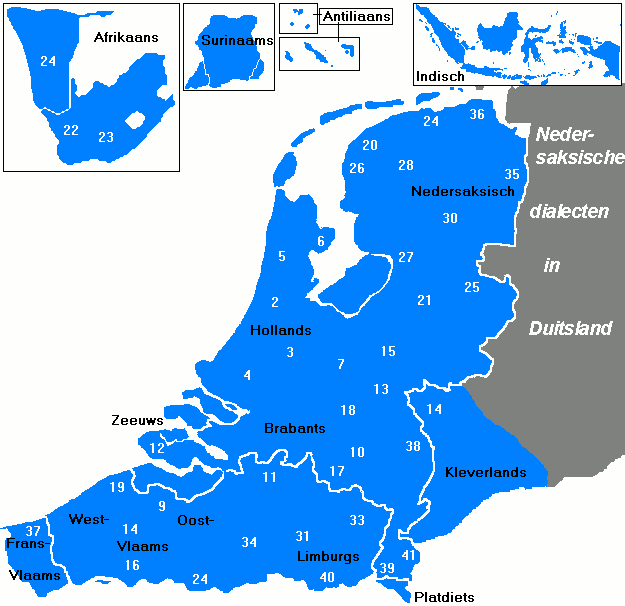
Taalafstand tussen streektalen/dialecten en de Nederlandse standaardtaal (1).

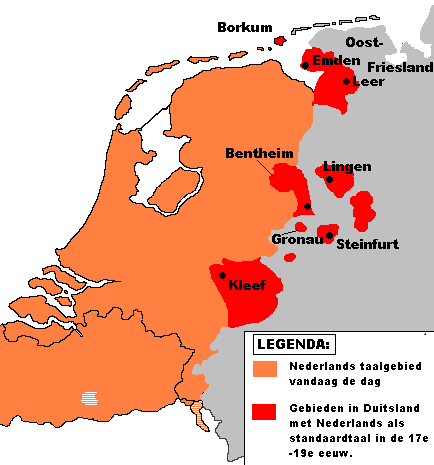
Vroegere gebieden met Nederlands als cultuurtaal in Duitsland
(17e - 19e eeuw),
exclusief het Limburgs/Nederrijns in het Noordelijke Rijnland (de regio Heinsberg-Düsseldorf).
Zie ook Geldern

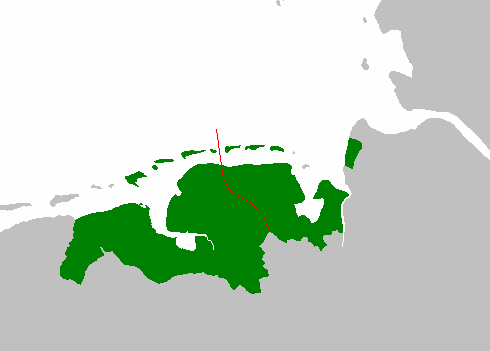
Het vroegere taalgebied van het Oosterlauwers Fries; de rode lijn is de scheiding tussen het Eemsfries en het Wezerfries, maar ook tussen de tegenwoordige dialecten Gronings-Oost-Fries en Oldenburgs

Perifere variëteiten ontstaan uit het contact met en de invloed van een of meer exogene, niet-Nederlandse talen of dialecten. Zij kunnen zowel dialecten, regiolecten, contacttalen, mengtalen als sociolecten of groepstalen betreffen. In de meeste gevallen zijn dit variëteiten die in het verdere verleden in de periferie van het Nederlands zijn ontstaan. De kans op het ontstaan van moderne perifere variëteiten is gering, maar nog altijd aanwezig (vergelijk Murks en straattaal). Te onderscheiden zijn:
- Grens- en overgangsdialecten

Standaardnederlands is de officiële standaardtaal, het Nederlands, zoals die wordt onderwezen op scholen en wordt gebruikt door de autoriteiten en media in Nederland, België, Suriname, Aruba, Curaçao en Sint Maarten. Daarnaast worden er binnen het Nederlandse taalgebied vele dialecten gesproken. Niet alle dialecten zijn even sterk afwijkend, de afstand tot de standaardtaal varieert. Limburgs en Nedersaksisch zijn net als Fries officieel erkende streektalen binnen de Nederlandse grenzen, waar het Nederlands de daktaal is. In de betreffende gebieden is sprake van diglossie.
- Andere cultuurtaal

De landsgrenzen zijn op streektaalniveau geen taalgrenzen. Aan en over de grens, in de periferie, vinden vermengingen plaats of lopen de dialecten gewoon door. Grens- en overgangsdialecten zijn: het Brussels, Frans-Vlaams, Stadsfries, het oostelijke Maas-Rijnlands met het Kleverlands, het Limburgs/Nederrijns van de oostelijke delen van het Overkwartier van Gelder (de oude Ambten Geldern; Straelen; Wachtendonck; Krickenbeck met Viersen; Erkelenz met daarin Elmpt, Brempt, Niederkrüchten en Wegberg, zie ook Guliks Overkwartier) en dieper in het Noordelijke Rijnland (de regio Heinsberg-Düsseldorf), het Selfkants en het Platdiets met het Zuidoost-Limburgs. Het gaat hier om dialecten van het Nederlands, in het verleden verbonden met en/of nog direct grenzend aan het stam- of kerngebied van het Nederlands, die nu sterk onder invloed staan van een andere cultuurtaal dan het Nederlands.
- Nederlands of Duits?

In verschillende van deze gebieden is het Nederlands vroeger ook de cultuurtaal geweest. Aan de oostgrens speelt daarbij een rol of deze dialecten Nederfrankisch of Nedersaksisch zijn. In het eerste geval (Kleverlands, het Limburgs/Nederrijns van het oostelijke Opper-Gelre, het Selfkants, Platdiets en Zuidoost-Limburgs) zullen ze eerder als Nederlands gelden, in de andere gevallen eerder als Duits (Nederduits), namelijk Westfaals-Nedersaksisch (met name in de oude Graafschappen Lingen en Bentheim), of Oost-Fries (in Oost-Friesland), evenals het Gronings een variant van het Nedersaksisch op Friese grondslag.

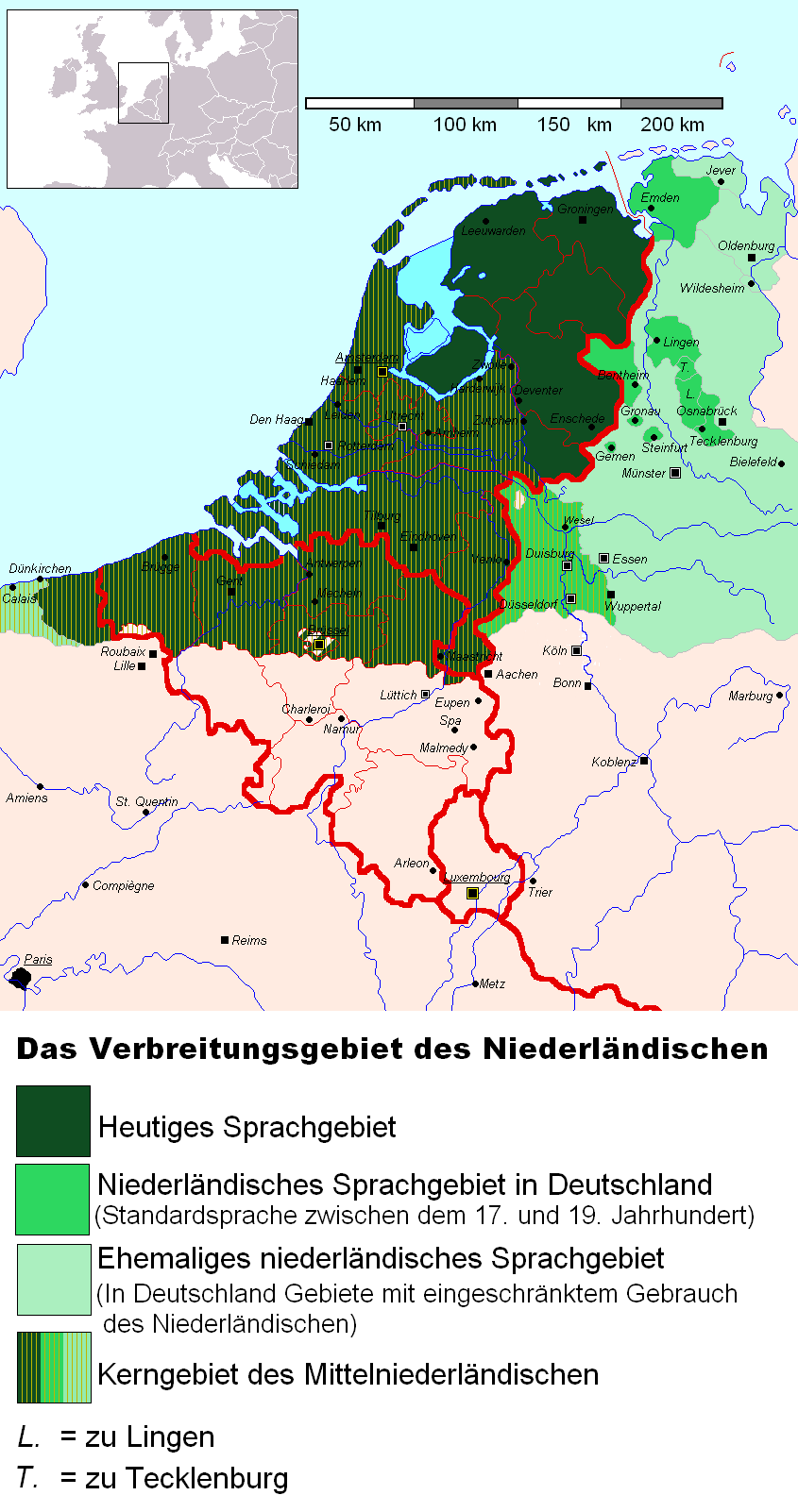
Het historisch bereik van het Nederlands in Nederland, België, Frankrijk en Duitsland

Het Nederlands heeft vanaf de Reformatie tot in de eerste helft van de 19e eeuw zijn grootste invloed uitgeoefend op de Duitse gebieden langs de Nederlandse grens - in Oost-Friesland, de graafschappen Bentheim, Lingen en Steinfurt, de gebieden Gronau, Gemen, Werth en Anholt, de hertogdommen Kleef, Gelder en Gulik, het graafschap Meurs en het keurvorstelijke Keulse gebied Rijnberk (Rheinberg) heeft het Nederlands als inheemse of vreemde schrijf-, onderwijs- en kerktaal gediend. In gevallen waar het plaatselijke Nederduitse dialect nauw verwant was aan het Nederlands, heeft de taal naast het Hoogduits een functie vervuld als standaardtaal, terwijl ook gereformeerde kerkgemeentes en Mennonieten om godsdienstige redenen de voorkeur gegeven hebben aan het Nederlands.

### Afrikaans
Uit het Nederlands is als enige dochtertaal het Afrikaans (meer bepaald een dochtertaal van het Nieuwnederlands) voortgekomen, dat tot 1925 nog als een variëteit van het Nederlands werd beschouwd. Het Afrikaans ontwikkelde zich uit het Hollands dat de kolonisten in de 17e eeuw naar de Kaapkolonie brachten. Het heeft sindsdien invloeden van andere talen ondergaan, zoals het Maleis, Engels, Duits en de Bantoetalen. Het wordt wel beschouwd als (half-)creoolse taal. Nederlanders, Vlamingen, Surinamers en Afrikaners kunnen elkaar zonder veel moeite begrijpen. In 1925 werd het Afrikaans in Zuid-Afrika gelijkgesteld met het Nederlands als ambtelijke taal. In 1961 werd de status als taal officieel bekrachtigd, waarbij het Nederlands gelijkgesteld werd met het Afrikaans - dit is dus de omgekeerde situatie van 1925 - en bij de grondwetswijziging in 1983 werd de bepaling geschrapt, waarin stond dat de "Hollandsche talen" dezelfde status hadden als het Afrikaans.

### Creooltalen
Verspreid over de wereld bestaan of bestonden er ook enkele op het Nederlands gebaseerde creoolse talen. Sommige hiervan zijn in het bijzonder door het Zeeuws beïnvloed. De meeste van deze talen zijn geheel of grotendeels uitgestorven.
- Petjoh en Javindo in Indonesië (uitgestorven);
- Ceylons-Nederlands op Sri Lanka (uitgestorven);
- Albany Dutch, Jersey Dutch (uitgestorven) en Mohawk Dutch in de Verenigde Staten;
- Berbice-Nederlands (uitgestorven) en Skepi (uitgestorven) in Guyana;
- Negerhollands op de Maagdeneilanden en Puerto Rico (uitgestorven);
- Papiaments op Aruba, Bonaire en Curaçao;
- Sranantongo (Surinaams) in Suriname.

Hier spreekt men van meng- (pidgin- en creool-) talen. In Suriname wordt bovendien nog een afwijkende, verbasterde vorm van het Nederlands gesproken, het Surinaams-Nederlands.

### Interne creool- encontacttalenensociolecten
Naast de dialecten die regionaal gebonden zijn, en al dan niet onder druk staan, bestaan er de zogenaamde sociolecten die bepaald worden door de sociale laag of groep waartoe men behoort of gerekend wil worden. Deze sociolecten zijn soms juist in opkomst:
- Joods-Nederlands, Murks, Straattaal, Bargoens of dieventaal. Hier spreken we van kring- of groepstalen, contacttalen en sociolinguïstische variëteiten die het niveau van vak- en groepsjargon te boven gaan.
- Geëmigreerde dialecten

Kaap-Hollands (uitgestorven), Pella-Nederlands (gebaseerd op het Zuid-Gelders), en Plautdietsch.
- Externe mengtalen (in meer of mindere mate op het Nederlands gebaseerd)

Hier spreken we van meng- (pidgin- en creool-) talen. In Suriname wordt bovendien nog een afwijkende vorm van het Nederlands gesproken, het Surinaams-Nederlands.

## Nederlandse literatuur
Het oudste in het Nederlands geschreven boek dat momenteel bekend is, is het handschrift van de Wachtendonckse Psalmen, zo genoemd naar de Luikse kanunnik Arnold Wachtendonck, die het in de 16e eeuw in bezit had. In 1591 dateerde Justus Lipsius het op omstreeks 900. Het boek is overgeleverd in de vorm van een gedeeltelijke kopie; na Lipsius is het nooit meer teruggezien. Het is waarschijnlijk ontstaan in de streek waar het zich 700 jaar later nog steeds bevond: in het Nederlandstalig deel van het prinsbisdom Luik, wellicht in de Abdij van Munsterbilzen, een adellijk stift, waaraan Wachtendonck als rector verbonden was. De Wachtendonkse psalmen zijn geen autonome Nederlandse tekst, maar vertaalde glossen van een in het Latijn gestelde psalmberijming. Het werk is tevens de oudste vindplaats van het Nederlandse woord 'boek', daar gespeld als 'buok'.

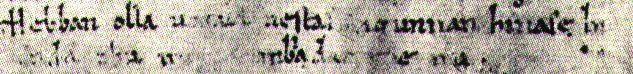
Facsimile-weergave van het Hebban olla vogala fragment

Een van de oudste en bekendste literaire zinnen in het Nederlands is: Hebban olla vogala (ca. 1100). Het als de Egmondse Williram bekendstaande literaire werk is een bewerkte vertaling uit het Hoogduits, eveneens rond 1100 ontstaan in de benedictijnse Sint-Adelbertabdij te Egmond (sinds ca. 1600 in de Leidse universiteitsbibliotheek). De oudste, in het origineel overgeleverde niet-literaire tekst in het Middelnederlands is de statuten van de leprozerie van Gent dat van 1235 dateert.
Men laat de Nederlandse literatuurgeschiedenis in grote lijnen meestal in de 12e eeuw beginnen met het werk van de Maaslandse dichter Hendrik van Veldeke (onder andere Leven van Sint-Servaas, ca. 1170). De Nederlandse literatuur uit de middeleeuwen en de renaissance is hoofdzakelijk in poëzievorm geschreven. De bekendste romans uit die tijd zijn de ridderromans, terwijl ook heiligenlevens en dierdichten populair waren. Voorbeelden zijn: Karel ende Elegast, Lanseloet van Denemerken, Beatrijs, Mariken van Nieumeghen en Van den vos Reynaerde. In de 16e eeuw kwamen nieuwe genres in zwang, zoals de tragedie. Veel schrijvers kwamen uit de Zuidelijke Nederlanden: Anna Bijns, Jan van der Noot en Filips van Marnix van Sint-Aldegonde. Bekende schrijvers uit de 'Hollandse' 17e eeuw zijn Vondel, Bredero, P.C. Hooft en Jacob Cats. Na 1750 werden veel literaire genootschappen opgericht, en daar begon voor de meeste schrijvers ook een carrière in de letteren.
De invloed van de romantiek was in de Nederlanden veel minder uitgesproken dan bijvoorbeeld in Engeland. Nederlandstalige auteurs werden vooral beïnvloed door Engelse romantici als Walter Scott en Lord Byron. Een nieuw genre dat opgang maakte waren de zogenaamde fysiologieën, waarbij individuen werden beschreven die model stonden voor een bepaalde groep. Dat was rond 1840.
Als gevolg van de Tweede Wereldoorlog in Nederland was er in de jaren 50 een grote omslag in de Nederlandse literatuur. Het idealistische leek te zijn verdwenen en daarvoor in de plaats kwam de rauwe werkelijkheid, de onmenselijkheid, en veel aandacht voor lichamelijkheid en seksualiteit.
In Nederland en België wordt sinds 1956 de Prijs der Nederlandse Letteren uitgereikt. Deze prijs wordt uitgereikt door de Nederlandse Taalunie.

## Officiële status en erkenningen
Het Nederlands is een officiële taal in België, maar in Nederland is de status vrijwel nergens juridisch vastgelegd. In zowel Frankrijk als Duitsland wordt het Nederlands niet erkend als minderheidstaal. Buiten Europa geniet het Nederlands een officiële status in Suriname (een voormalige Nederlandse kolonie die in 1975 onafhankelijk werd), Aruba, Curaçao en Sint-Maarten (landen binnen het Koninkrijk der Nederlanden). Het Afrikaans, de dochtertaal van het Nederlands, is een van de twaalf officiële talen van Zuid-Afrika en wordt als regionale taal erkend in Namibië.

### Status in het Koninkrijk der Nederlanden
De status van het Nederlands in Nederland is bijna nergens juridisch vastgelegd. De Nederlandse taal wordt bijvoorbeeld in Nederland, als een van de weinige landen in Europa, niet vermeld in de Nederlandse Grondwet. Er is wel een korte bepaling in de Algemene wet bestuursrecht Artikel 2.6 van het Nederlands als de gebruikstaal bij bestuursorganen, hoewel daar verschillende wettelijke en praktische uitzonderingen op mogelijk zijn. De Spellingwet bepaalt ook hoe de Nederlandse taal moet worden gespeld wanneer zij wordt gebruikt 'bij de overheidsorganen, bij de uit de openbare kas bekostigde onderwijsinstellingen, alsook bij de examens waarvoor wettelijke voorschriften zijn vastgesteld.' Daarnaast bepaalt de Wet gebruik Friese taal sinds 2014: 'De officiële talen in de provincie Fryslân zijn het Nederlands en het Fries.'
In Caribisch Nederland, Curaçao, Aruba en Sint-Maarten naast het Nederlands, afhankelijk van het eiland, ook het Engels en het Papiaments erkend.
In september 2010 deed het kabinet-Balkenende IV een voorstel om het Nederlands in de Grondwet op te nemen, wat leidde tot een lange discussie tussen verschillende instellingen zoals de Raad van State (die afwijzend reageerde), experts en politieke partijen. Volgens verschillende spelers in het debat was het al een ongeschreven regel dat het Nederlands de officiële taal van Nederland was, hoewel sommigen meenden dat dit niet per se betekende dat het een geschreven regel moest gaan worden vanwege onbedoelde gevolgen. Uiteindelijk vond het merendeel dat het officieel/officiëler vastleggen van de Nederlandse taal onnodig of onwenselijk is. Na veel bezwaren, onduidelijkheden en vergaderingen over de meerwaarde en praktische gevolgen ervan, en wat men dan moest doen met onder andere het Fries, Engels, Papiaments en streektalen, werd het voorstel in februari 2018 door het kabinet-Rutte III weer ingetrokken.

### Status in België
In België zijn er drie officiële talen, namelijk Nederlands, Frans en Duits. In Vlaanderen is Nederlands de enige officiële taal en in het Brussels Hoofdstedelijk Gewest deelt de taal deze status met het Frans. Het Nederlands is in België een officiële landstaal sinds 1898, na een langdurige taalstrijd met de Franstalige machthebbers.

### Status in Zuid-Afrika

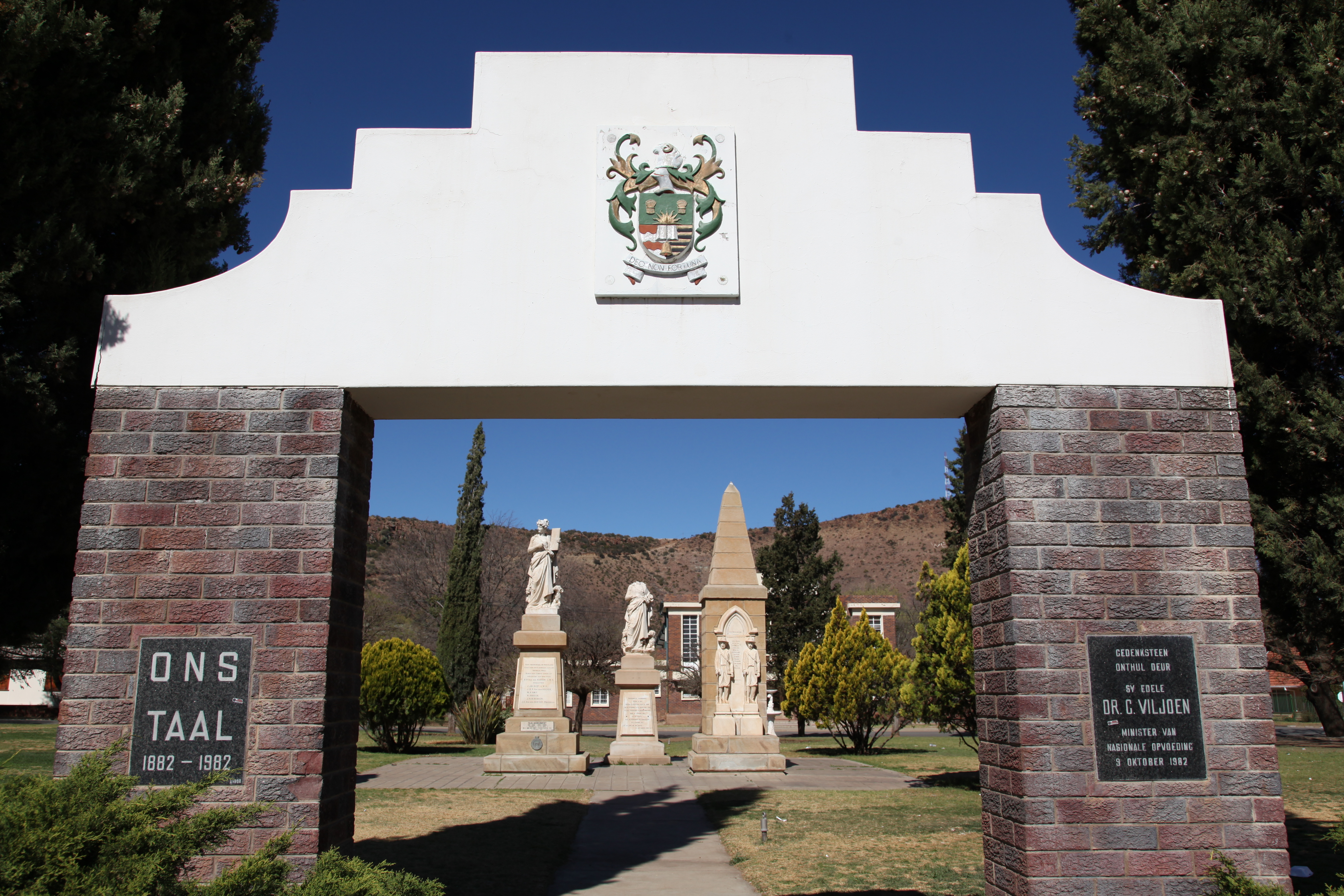
Het Nederlandse taalmonument, het enige taalmonument gewijd aan het Nederlands, opgericht in 1893 om de erkenning van het Nederlands in de Britse kolonie aan de Kaap te herdenken.

Nadat de Kaapkolonie in Britse handen overging in het begin van 19e eeuw, drongen de Nederlandse kolonisten tot erkenning van het Nederlands. Toen in 1882 erkenning kwam, werd de gebeurtenis herdacht met de oprichting van het Nederlandse taalmonument in 1893. Toen in 1909 de Zuid-Afrikawet werd aangenomen door alle vier de provincies betekende dit de erkenning van zowel Engels als Nederlands in de nieuwgevormde Unie. Op 9 mei 1925 werd de spreektaal van de Afrikaners gestandaardiseerd en naast Engels en Nederlands erkend als Afrikaans, maar beschouwd als synoniem met het Nederlands. De nieuwe grondwet van 1961 bepaalde dat onder Afrikaans ook het Nederlands bedoeld werd. In 1983 kwam er een eind aan de officiële status van het Nederlands, toen er geen nieuwe erkenning werd gegeven. Deze status door de jaren heen gold ook voor Zuidwest-Afrika, het huidige Namibië.
Het enige monument dat gewijd is aan de Nederlandse taal werd op 18 januari 1893 in Burgersdorp onthuld. Het monument staat in Zuid-Afrika ook bekend als het Eerste Taalmonument, met het Tweede Taalmonument wordt het taalmonument in Paarl bedoeld. Het monument, dat uit een vrouw bestaat die met haar hand wijst naar een boek met daarop Overwinning van de Hollandsche Taal, werd opgericht om de erkenning van het Nederlands in het door de Britten bezette Kaapkolonie te herdenken. Het taalmonument heeft echter veel te verduren gehad in de Tweede Boerenoorlog en bestaat vandaag de dag uit twee identieke beelden. De door de Britten verwoeste en een replica, die een geschenk was van de Britse regering aan de Nederlandse kolonisten in Zuidelijk Afrika.

### Nederlandse Taalunie

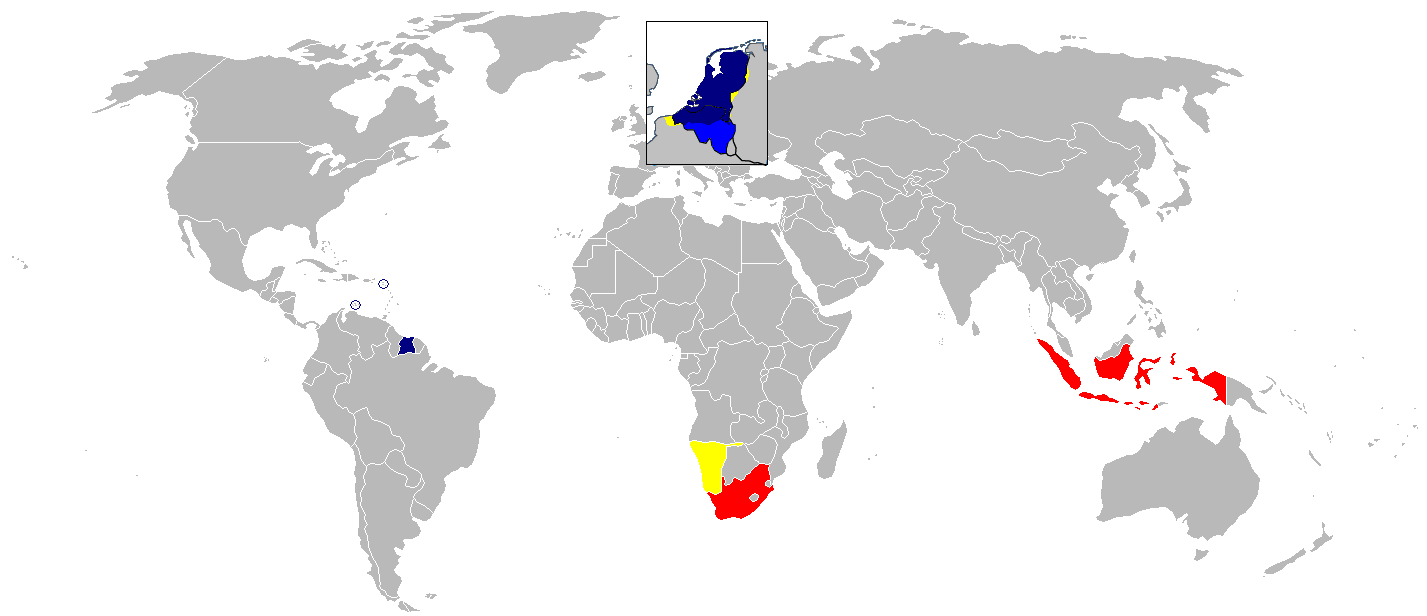
Nederlandse Taalunie:
Lidstaten
Speciale banden met de Taalunie
Andere gebieden waar Nederlands (of Afrikaans) wordt gesproken.

Nederland, België en Suriname, de landen waar het Nederlands een officiële taal is, zijn tevens de drie lidstaten van de Nederlandse Taalunie, een internationale instelling die onder meer de regels voor het Standaardnederlands vastlegt.
Op 9 september 1980 werd het Verdrag inzake de Nederlandse Taalunie (NTU) door de Belgische en Nederlandse Ministers van Buitenlandse Zaken ondertekend. Vlaanderen en Nederland spraken af de Nederlandse taal en haar sprekers voortaan samen te behartigen. Sinds 2004 is ook Suriname geassocieerd lid van de Unie. De NTU opereert als een soort gemeenschappelijk ministerie van Taal voor de drie gebieden. Beslissingen worden genomen door de leden van het Comité van Ministers van de Nederlandse Taalunie; de ministers en/of staatssecretarissen van Cultuur en Onderwijs van Nederland en Vlaanderen, in totaal 4. De Surinaamse ambassadeur in Nederland vertegenwoordigt Suriname als geassocieerd lid. De Taalunie is onder andere verantwoordelijk voor de uitgave van het Groene Boekje. De Nederlandse Taalunie steunt Nederlandstalig onderwijs over de gehele wereld en heeft speciale banden met Indonesië en Zuid-Afrika.

### Status in internationale organisaties
In internationale samenwerkingsverbanden is het Nederlands een officiële taal in de Benelux en in de Europese Unie (EU), vanwege het lidmaatschap van België en Nederland. Tevens geniet het Nederlands sinds een paar jaren een officiële status in de Caribische Gemeenschap en de Unie van Zuid-Amerikaanse Naties (UZAN) dankzij het lidmaatschap van Suriname.

### Voormalige koloniën/gebiedsdelen
Daar Nederland en België beide koloniale machten waren, ging het Nederlands ook een rol spelen in de desbetreffende koloniën. Het Nederlands was namelijk ook een officiële taal in:
- Nederlands-Indië (tot 1949), thans Indonesië;
- Nederlands-Nieuw-Guinea (tot 1963), thans deel van Indonesië;
- Belgisch-Congo (tot 1960), Frans is echter een officiële taal gebleven in onafhankelijk Congo;
- Ruanda-Urundi (tot 1962), Frans is echter een officiële taal gebleven in Boeroendi en Rwanda (waar sinds de hervormingen eind de jaren '90 ook het Engels een officiële taal is);
- Nederlandse Antillen (1953 - 2010), tot het gebied in 2010 een andere staatkundige indeling kreeg.

### Kaapkolonie en Boerenrepublieken
De van oorsprong Nederlandse kolonisten in Zuidelijk Afrika, eerst Boeren en later Afrikaners genoemd, hebben destijds gepleit voor de erkenning van de Nederlandse taal in verschillende republieken en Britse gebieden.
- Boerenrepublieken, (van 1795 tot 1902), zoals;
  -  Zuid-Afrikaansche Republiek (1856-1902)
  -  Oranje Vrijstaat (1854–1902)
- Britse Kaapkolonie (1882–1902)
- Unie van Zuid-Afrika (1910–1961) en Republiek Zuid-Afrika (1961 – 4 september 1984). Tot 4 september 1984 werden "Afrikaans" en "Hollands" in de Grondwet gezien als synoniemen, daarna werd "Hollands" geschrapt.
- Zuidwest-Afrika (was van 1915 tot 1990 onder Zuid-Afrikaans bestuur) tot 4 september 1984, Afrikaans tot 1990.

## Meestgebruikte woorden in het Nederlands
Hoe vaak Nederlandse woorden gebruikt worden in spreek- en schrijftaal, kan worden weergegeven in frequentielijsten voor bestanden van teksten. Het Corpus Hedendaags Nederlands van het Instituut voor de Nederlandse Taal bevat vele tientallen miljoenen woordvormen. Een andere verzameling, het PAROLE-corpus, telt zo’n 20 miljoen woorden uit boeken, kranten en tijdschriften uit de periode 1982-1998.
Volgens het Corpus Gesproken Nederlands zijn de meestgebruikte woorden op rangorde: 1. ja 2. dat 3. de 4. en 5. uh 6. ik 7. een 8. is 9. die 10. van 11. 't 12. maar 13. in 14. niet 15. je. De meestgebruikte zelfstandige en bijvoeglijke naamwoorden en werkwoorden zijn als volgt:
| Woordsoort               | Corpus Gesproken Nederlands                                             | PAROLE                                                                       |
| ------------------------ | ----------------------------------------------------------------------- | ---------------------------------------------------------------------------- |
| Zelfstandige naamwoorden | beetje, mensen, jaar, tijd, dag, dingen, man, moment, kinderen          | jaar, mens, onderwerp (?), tijd, dag, gemeente, plaats, uur, land, Nederland |
| Bijvoeglijke naamwoorden | goed, heel, gewoon, eigenlijk, ander, natuurlijk, leuk, groot, lang     | goed, groot, nieuw, lang, hoog, oud, mogelijk, klein, belangrijk             |
| Werkwoorden              | zijn, hebben, gaan, kunnen, moeten, zeggen, doen, zullen, worden, weten | zijn, worden, hebben, kunnen, zullen, moeten, komen, gaan, maken, willen     |

### Verwante onderwerpen
- Nederlanders
- Vlamingen
- Afrikaners